# Hardstyle
Hardstyle is een elektronisch muziekgenre dat overeenkomsten vertoont met hardcore en hardtrance. Het gemiddelde tempo ligt rond de 150 bpm. De spreiding in het aantal beats per minuut van hardstyleplaten is door de jaren toegenomen. Er worden anno nu steeds vaker platen gelabeld als hardstyle die een tempo hebben van 135 tot 165 bpm. Vaak wordt er uit praktische overwegingen besloten platen uit te geven op een tempo dat dicht bij de 150 bpm ligt, al worden deze vaak met een grotere spreiding gedraaid door dj's.
De sound is karakteristiek voor de stijl en kan omschreven worden als harde beats gecombineerd met erg aanwezige melodielijnen. Veel hardcore-artiesten waagden zich ook al aan hardstyle en deze trend is in meer genres te zien naarmate de populariteit van hardstyle toeneemt. Hardstyle wordt in het Verenigd Koninkrijk vaak gecombineerd met hardhouse. In de rest van de wereld echter vindt men vaker de combinatie met hardtrance of hardcore.

## Geschiedenis

### Ontstaan
Hardstyle is ontstaan uit hardhouse en rave, die zijn vermengd met invloeden van hardtrance en oldschool hardcore rond 2000. De oorsprong ligt in Nederland, waar de eerste hardstyle-evenementen werden gehouden op het einde van 1999 en begin 2000. Het eerste feest dat de terminologie hardstyle gebruikte, was Qlubtempo. Organisator Q-dance registreerde in 2001 hardstyle als haar merknaam. Hardstyle uit de beginjaren wordt nog steeds vaak vertegenwoordigd op feesten. Tegenwoordig wordt deze stijl early hardstyle genoemd.
Een sleutelfiguur in de ontwikkeling van de stijl is Dana van Dreven (met name de uitgaven onder het label Danamite), bekend onder haar alias "Dana" (Lady Dana voor hardcore). Later hielpen meer van haar collega's uit het hardcore-tijdperk, zoals Steve Sweet, DJ Luna (met name onder Straight On), DJ Isaac en The Prophet. Deze artiesten worden echter vandaag de dag niet meer beschouwd als hardcore-dj's.
Hardstyle begon als een combinatie van UK hardhouse (snelle hardhouse uit Engeland) en 'oldstyle'. De Engelse sound was een korte tijd erg populair in Nederland, maar al snel bleek dat het Nederlandse publiek het liever wat harder en minder snel had. Artiesten als Dana, DJ Pavo en The Prophet, die veel op oldstylefeesten draaiden, begonnen deze sound te combineren met nieuwe producties. Vooral Duitsland (later ook Blutonium Records, Resident E Recordings) was toentertijd koploper in deze sound. Grondlegger daar was het Duitse label Tracid Traxxx (dat de sound overigens zelf omschreef als een combinatie van trance en acid). Kort daarna kwamen er ook producties uit Italië. Deze waren wat harder dan de Duitse variant en sloegen direct aan bij het Nederlandse publiek. Q-dance organiseerde een maandelijkse avond in de Hemkade (tegenwoordig de North Sea Venue) onder de naam Qlubtempo. Dit kon met recht de smeltkroes van de hardstyle worden genoemd.
Artiesten die nog nooit in Nederland hadden opgetreden werden overgevlogen om de nieuwe sound aan de man te brengen. Artiesten als Technoboy verwierven op deze manier grote bekendheid in Nederland.

### Tegenwoordig
Hardstyle wordt voornamelijk geproduceerd door artiesten uit Nederland, Italië, Australië, Zwitserland, Duitsland en België, maar steeds meer producers uit andere landen ontdekken deze sound ook.
In 2005 is de stijl aan het groeien in diverse landen in de wereld, waaronder België, Polen, Estland, Denemarken, Australië, Italië en het Verenigd Koninkrijk. In toenemende mate worden ook in deze landen hardstyleplaten geproduceerd en hardstylefeesten georganiseerd. Vanaf 2006 ontstaat een nieuwe karakteristieke stijl, die het tijdperk van early hardstyle eindigt en vaak hardstyle classics genoemd wordt. Deze karakteristieke sound zou tot ongeveer 2011 gangbaar blijven, alvorens de hardstyle kunstmatig werd opgedeeld in twee richtingen: euphoric hardstyle en raw hardstyle.
Hardstyle evolueert nog altijd. Nieuwe sounds ontwikkelen zich en nieuwe artiesten komen op. Door de nieuwe sound wordt de muziek steeds melodieuzer en harder.
Onder andere het feit dat weekendfestival Defqon.1 in 2009 binnen anderhalf uur uitverkocht was geeft aan hoe populair hardstyle tegenwoordig is. Er was plaats voor ongeveer 30.000 mensen, maar doordat het misliep in het ticketsysteem was het feest feitelijk voordat de kaartjes in de verkoop gingen grotendeels uitverkocht. In 2010 bezochten ongeveer 40.000 mensen het festival. In de uitverkochte editie van 2016 waren op de drukste dag al ruim 60.000 bezoekers aanwezig. Ondanks de toegenomen hoeveelheid evenementen, blijft Defqon.1 daarmee het grootste evenement dat volledig in het teken staat van deze muziekstijl.

## Stromingen
Anno 2011 is hardstyle een volwassen stroming binnen het dancegenre met legio aparte evenementen, artiesten en vele labels. Omdat er zo veel verschillende artiesten, evenementen en labels zijn, zijn er meerdere stromingen te onderscheiden. Het verloop van hardstyle laat zich kenmerken door van early hardstyle over te gaan naar wat anno nu hardstyle classics genoemd wordt. Een verandering die na deze periode de hardstyle kenmerkt is de opdeling tussen de toegankelijke euphoric hardstyle en de hardere raw hardstyle.

### Early hardstyle
Early hardstyle is een muziekgenre dat voorafging aan de hardstyle zoals die tegenwoordig bekend is. Dit tijdperk liep van ongeveer 1999 tot 2005.
Deze stijl wordt gekenmerkt door een reverse bass, een 'hoover sound' en simpele melodieën. Het tempo ligt ook nog rond dat van techno, namelijk rond de 135-150 bpm.
Early hardstyle is ontstaan uit invloeden van (early) hardcore, hardtrance en UK hardhouse. Het betreft vooral de periode 1998–2002, maar ook de periode 2002–2004 is te verstaan onder early hardstyle.

### Nu-style
Vanaf ongeveer halverwege 2005 tot circa 2011 kwam de nieuwe hardstyle op. Dit is meer melodieuze hardstyle. Deze nieuwe stroming werd door sommigen ook wel classic hardstyle genoemd. De verschillen tussen het oude en het nieuwe hardstyle zijn onder andere geen reverse bass meer in de climax, een kick die van toonhoogte (pitch) verandert, melodieuzere langere breaks, vocale samples en minder percussie.
Tegenwoordig wordt deze soort beschouwd als de laatste hardstyle voordat er tegengestelde stromingen binnen de hardstyle ontstonden. Toonaangevende artiesten uit deze periode zijn onder meer Headhunterz, Wildstylez, D-Block & S-te-Fan en Showtek.
Vanaf 2014 wordt er weer in toenemende mate belangstelling getoond voor de hardstyle uit deze periode. Dit is duidelijk te merken aan het aantal evenementen en stages dat toegewijd is aan hardstyle uit de jaren 2005 tot 2011. Daarnaast zijn er sinds 2015 weer in toenemende mate producers die de klassieke stroming in een nieuw jasje willen stoppen en derhalve ingaan tegen de verdeling van hardstyle in twee stromingen.

### Raw hardstyle
Sinds eind 2009 maar vooral 2010 en 2011 valt een verandering binnen de hardstyle waar te nemen. Verschillende producers zijn hardere tracks gaan maken met een kernachtig geluid. Omdat deze vorm van muziek een andere karakteristieke klank had dan de 'gewone' hardstyle en het veel mensen aansprak, werd er snel een naam aan gegeven. Zo heeft raw hardstyle zich als term gevestigd binnen het genre. Dit ziet men vandaag de dag ook veel terug op feesten, waar hele area's (zalen) worden toebedeeld aan de hardere raw hardstyle.
Het grote verschil met de reguliere hardstyle is het minder op de voorgrond zetten van de melodie en vooral de harde (rauwe) kicks te benadrukken. Door het veel kernachtigere geluid dat hiervan het gevolg is, voelt de stijl daardoor wat sneller en steviger aan. Op het hardcorefestival Dominator is sinds 2010 een podium dat gewijd is aan deze stijl. De kickdrums hebben meestal minder body, die er juist wel is in de kickdrums bij euphoric hardstyle. De dansstijl hakken is tegenwoordig ook populair in rawstylekringen.
Tegenwoordig zijn er ook nog nieuwe directies binnen de rawstyle, bijvoorbeeld Xtra Raw. Platen in deze stijl hebben nóg rauwere kicks en nog minder melodie. Meestal is het tempo ook nog sneller (rond de 150-160 bpm).

### Euphoric hardstyle
Sinds 2011 is er ook een meer melodieuze focus binnen de hardstyle, genaamd euphoric hardstyle. Deze kenmerkt zich door het gebruik van (vrolijke en vloeiende) melodieën en veel zang. De bassdrum is hierbij minder belangrijk en is doorgaans wat hoger gepitcht. Voorbeelden van artiesten die deze muziekstijl maken zijn onder andere Brennan Heart, D-Block & S-te-Fan, DJ Isaac en Atmozfears. De kickdrums die gebruikt worden in euphoric hardstyle zijn wat minder 'heftig' en hebben een langere body, wat zorgt voor meer crunch in de kick. Het tempo ligt rond de 150 bpm.

### Experimental hardstyle
Sinds 2015/2016 is er een extra stroming in de hardstyle bijgekomen. Dit subgenre is onder andere beïnvloed door psychedelic trance, ook wel psytrance genoemd. Dit komt vooral naar voren in het gebruik van de distorted psytrance-kicks in de anticlimax, met een harde punch van de kick en de dubbele bass. Het gebruik van de kicks is dus ook heel anders. De anticlimax-kicks zijn meer vervormd en zijn heel anders dan wat vroeger werd gebruikt in de early hardstyle, waar meestal gebruik werd gemaakt van een reverse bass kick.
In de climax is er een kruising tussen de twee grote subgenres: raw hardstyle en euphoric hardstyle. De kicks zijn vrij anders dan deze twee subgenres, maar leunen toch een beetje de kant van raw hardstyle op. De melodieën leunen daarentegen weer de kant van de euphoric hardstyle op.
Enkele artiesten die deze soort hardstyle produceren zijn Sub Zero Project en Code Black.

## Dans
Op hardstyle wordt 'gestampt'. Het zogenaamde stampen is te omschrijven als 'hakken' (wat men op hardcoremuziek doet) op een lopende manier, zonder daadwerkelijk vooruit te bewegen. Woorden als 'raggen', 'zagen', 'veigen' en 'beuken' zijn ook veelgebruikte aanduidingen voor bewegen op hardstylemuziek waarmee voornamelijk gedoeld wordt op het stampen. Met de opdeling van hardstyle in deelstromingen, nam ook de variëteit in de manier van dansen toe.
In Australië is het gebruikelijk dat men de Melbourne shuffle danst op hardstyle. Deze dansstijl is echter nooit doorgebroken in Nederland.

## Feesten
Bekende hard dance evenementen waar hardstyle het meest prominente genre is (met een Wikipedia-pagina):
- Outdoor:
  - Defqon.1
  - Decibel Outdoor
  - The Qontinent
  - Intents Festival
- Indoor:
  - Qlimax
  - Reverze
  - WOW WOW (voorheen Freaqshow)
  - In Qontrol (bestaat niet meer)
  - Bassleader (bestaat niet meer)
  - Black (voorheen Sensation Black)

## Dj's en producers
Enkele (oud-)hardstyle-dj's en -producers zijn:
- Adaro
- A-lusion
- Atmozfears
- Audiotricz
- DJ B-Front
- Blutonium Boy
- Brennan Heart
- Code Black
- Crypsis
- Coone
- Dana
- Da Tweekaz
- D-Block & S-te-Fan
- Deepack
- Digital Punk
- Donkey Rollers
- Frequencerz
- Frontliner
- Galactixx
- Headhunterz
- DJ Isaac
- Luna
- Noisecontrollers
- DJ Pavo
- The Pitcher
- Michel Pollen
- Project One
- Psyko Punkz
- Radical Redemption
- Ran-D
- Regain
- Showtek
- Southstylers
- Sub Zero Project
- Tatanka
- Technoboy
- The Pitcher
- The Prophet
- Wasted Penguinz
- Wildstylez
- DJ Zany
- Zatox